# Probolomyrmex tani
Probolomyrmex tani es una especie de hormiga del género Probolomyrmex, tribu Probolomyrmecini, familia Formicidae. Fue descrita científicamente por Fisher en 2007.
Se distribuye por Madagascar. Se ha encontrado a elevaciones de hasta 1100 metros. Habita en bosques húmedos y bosques secos tropicales.